# کاتارین مری
کاتارین مری (انگلیسی: Katharine Merry؛ زادهٔ ۲۱ سپتامبر ۱۹۷۴) ورزشکار دو و میدانی اهل بریتانیا است.
وی در مسابقات کشوری و بین‌المللی در مجموع برندهٔ ۱ مدال برنز شده‌است.